# Петрирода
Петрирода (нім. Petriroda) — громада в Німеччині, розташована в землі Тюрингія. Входить до складу району Гота. Складова частина об'єднання громад Апфельштедтауе.
Площа — 3,15 км2. Населення становить Невірний параметр metadata 16 067 054 ос. (станом на 31 грудня 2021).

## Галерея

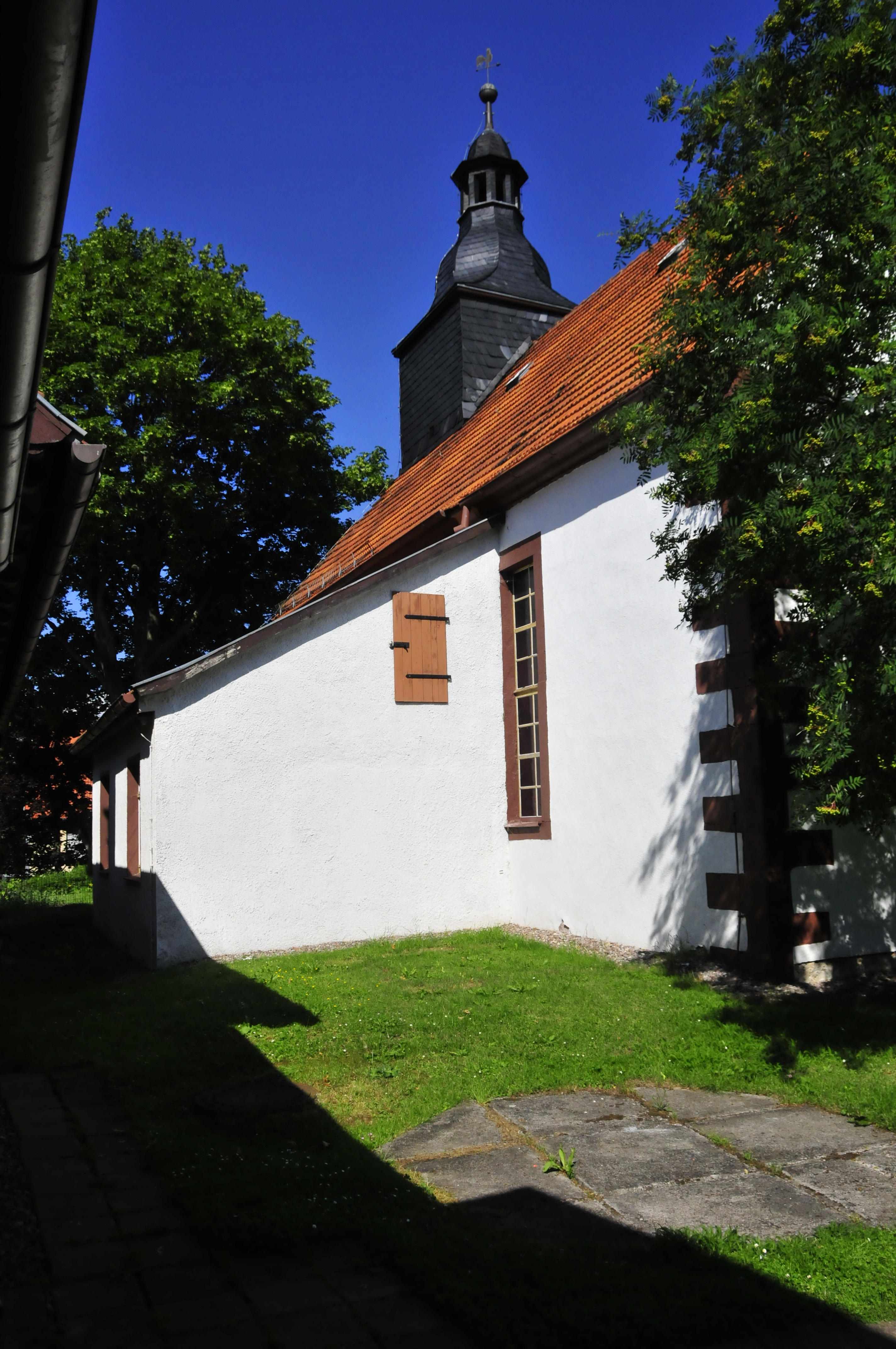
links